# Алдо ван Ајк
Алдо ван Ајк (хол. Aldo van Eyck; Драјберген, Утрехт, 16. март 1918 — Амстердам, 14. јануар 1999) био је холандски архитекта и важи као један од оснивача структурализма у архитектури.

## Биографија
Алдо ван Ајк био је рођен као други син холандског критичара и филозофа Питера Николаса ван Ајка у Драјбергену. Његов старији брат је био уметник и рестауратор.
Студирао је архитектуру на краљевској академији ликовних уметности у Хагу и на техничкој високој школи у Цириху где је био у контакту са интернационалном авангардом.
Прво је био запослен у заводу за развој града Амстердама, а касније је основао биро и постао самосталан. У граду Амстердаму од 1947. до 1978. године настало је укупно 730 игралишта које је он пројектовао. Зграда Stаdtisch Weisenhаus била је његов први већи пројекат у Амстердаму, иза које су следиле многе друге велике зграде.
У времену између 1959. и 1963. године, радио је као редактор у часопису „Форум“. Утицај на холандску архитектуру је извршио као саоснивач групе „Tеаm Ten“, која је играла важну улогу у CIAM-у, интернационалној организацији архитеката.
Од 1982. године је радио заједно са својом супругом Хани и водио, између осталог, и пројекте за зграде бироа Европске свемирске агенције у Нордвајку, од 1984. до 1989. године.
Године 1990. добио је Краљевску златну медаљу „Краљевског института британских архитеката“.